# Gestapo francesa

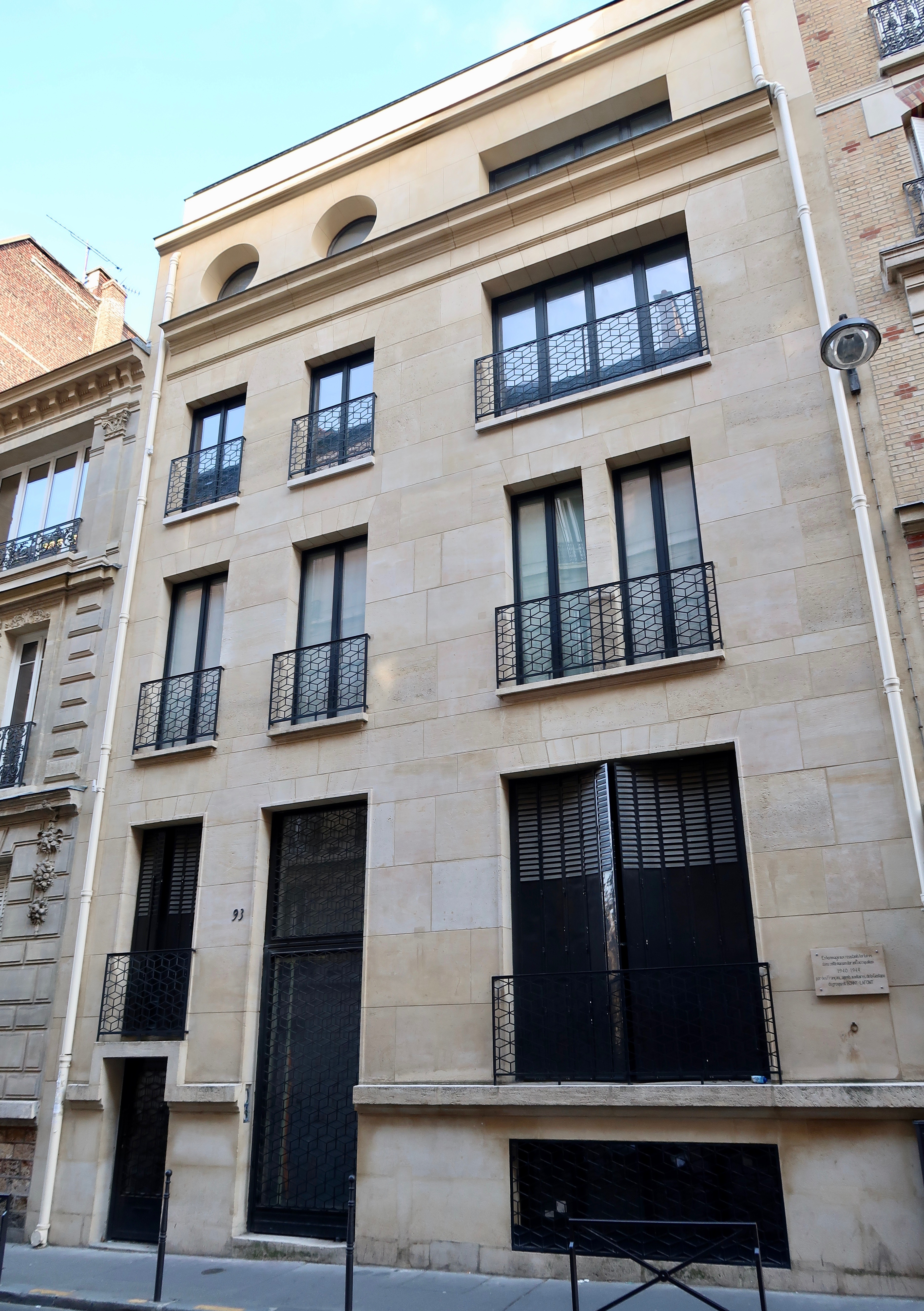
Edificio de la Gestapo francesa.

La denominada «Gestapo francesa», también identificada como Carlingue, constituyó una estructura colaboracionista parapolicial activa en la ciudad de París entre los años 1941 y 1944, operando bajo la jurisdicción funcional de la Geheime Staatspolizei (Gestapo) de la Alemania nazi, en el contexto de la ocupación alemana del territorio francés durante la Segunda Guerra Mundial.
Dicha unidad no representaba una instancia orgánica autónoma del aparato policial germano, sino una extensión operativa que agrupó elementos autóctonos reclutados localmente. Su composición estuvo conformada mayoritariamente por individuos con antecedentes penales o participación previa en circuitos delictivos organizados. Entre sus integrantes se destacan Henri Lafont, sindicado como agente principal del dispositivo, Pierre Bonny, exfuncionario policial implicado en procesos judiciales de alto perfil como el affaire Stavisky y el caso Seznec, así como Pierre Loutrel, identificado posteriormente como actor relevante en la criminalidad organizada de posguerra.
El accionar de la Carlingue incluyó funciones de contrainsurgencia, represión política, detención extrajudicial, interrogatorio coercitivo y coadyuvancia en procedimientos de deportación. Su vinculación operativa con la Gestapo le otorgó un margen de autonomía e impunidad administrativa dentro del marco normativo impuesto por las fuerzas de ocupación.
De este núcleo colaboracionista emergió la denominada Brigade nord-africaine, unidad constituida por individuos originarios del norte de África, cuya función principal fue la ejecución de acciones represivas contra redes de la resistencia interna en regiones específicas, como el caso de Tulle.
De acuerdo con estimaciones contemporáneas citadas por el excomisario Henri Longuechaud, la cifra atribuida a los miembros o auxiliares vinculados a esta estructura habría oscilado entre los 30 000 y 32 000 efectivos. En un ejemplo representativo, una convocatoria emitida por las autoridades alemanas para el reclutamiento de 2000 agentes auxiliares en París habría recibido más de 6000 postulaciones.
Tras el cese del régimen de ocupación, los principales responsables de esta red fueron procesados penalmente durante la fase de depuración (épuration légale), resultando en múltiples sentencias capitales. En el año 2004, fue producida la obra cinematográfica 93, Rue Lauriston, que, si bien se enmarca en una narrativa de ficción, se basa en hechos históricos documentados y representa figuras asociadas al funcionamiento de esta estructura, como Henri Lafont y Pierre Bonny.

## Nombre
Carlingue (/kaʁ.lɛ̃ɡ/) en francés significa la cabina o cuerpo central de una aeronave. La unidad adoptó este término como un apodo eufemístico para sugerir que se trataba de una organización con estructura y fortaleza. El grupo también fue conocido externamente como la banda Bonny-Lafont, en referencia a Pierre Bonny y Henri Lafont.
La Oficina Central de Seguridad del Reich (RSHA, por sus siglas en alemán) se refería oficialmente a la Carlingue como el Grupo Activo Hesse, en honor al oficial de las SS «que supervisó su fundación». También era conocida como la Gestapo francesa de la rue Lauriston o La Banda Bonny-Lafont.

## Miembros notables
- Georges Pujol, excombatiente de la Resistencia francesa convertido en agente doble al servicio de la Gestapo, fue arrestado en agosto de 1944 y posteriormente ejecutado.[4]

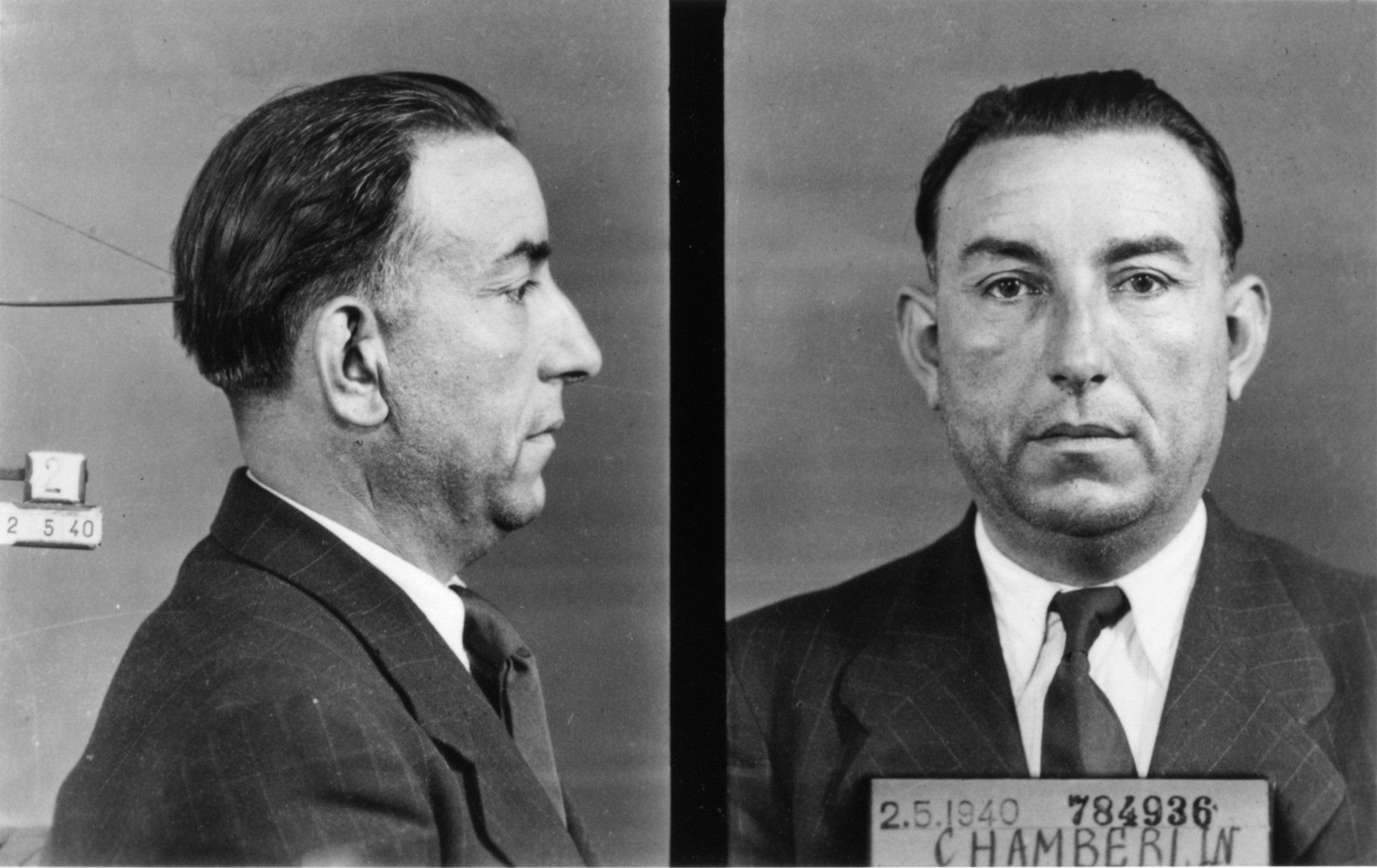
Henri Lafont.

- Henri Lafont, ejecutado en el Fuerte Montrouge el 26 de diciembre de 1944.[4]

- Alexandre Villaplane, ejecutado en el Fuerte Montrouge el 27 de diciembre de 1944.[4]

- Clairé, ejecutado en el Fuerte Montrouge el 27 de diciembre de 1944.[4]

- Engel, ejecutado en el Fuerte Montrouge el 27 de diciembre de 1944.[4]

- Hare, ejecutado en el Fuerte Montrouge el 27 de diciembre de 1944.[4]

- Louis Eddy Pagnon, miembro de la Brigada Norteafricana, ejecutado en el Fuerte Montrouge el 27 de diciembre de 1944.[4]

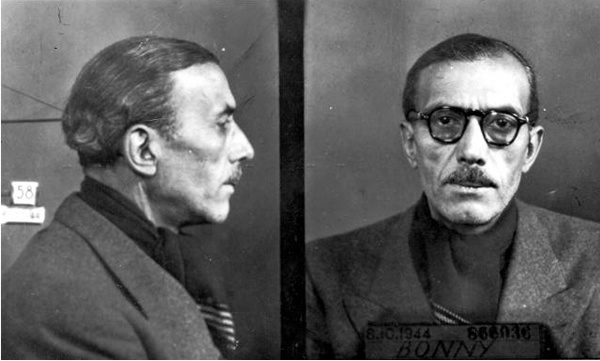
Pierre Bonny.

- Pierre Bonny, condenado a muerte y fusilado el 29 de diciembre de 1944.[4]

- Charles Delval, ejecutado en el patio de la Prisión de Fresnes en febrero de 1945.[4]

- Ganioles, ejecutado en el Fuerte Montrouge el 24 de junio de 1946.[4]

- Jourdan, ejecutado en el Fuerte Montrouge el 13 de julio de 1946.[4]

- Marcel Buat, condenado a muerte en junio de 1946 y ejecutado en Versalles el 12 de agosto de 1946.[4]

- Pierre Loutrel, falleció el 6 de noviembre de 1946, cinco días después de recibir un disparo en la vejiga durante un robo en una joyería ubicada en la avenida Kléber, en París.[4]

- Bernard Fallot, ejecutado en el Fuerte Montrouge el 1 de octubre de 1947.[4]

- Maurice Bay, ejecutado el 5 de mayo de 1950.[4]

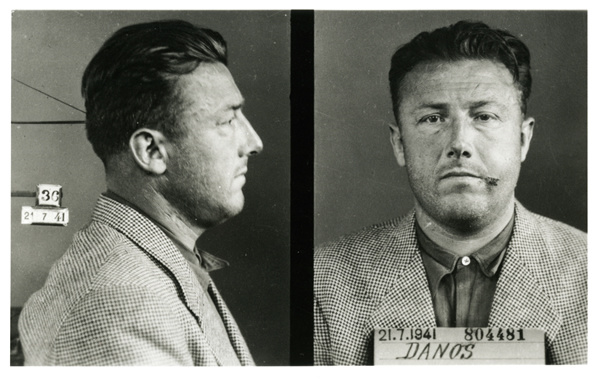
Abel Danos.

- Abel Danos, fusilado el 13 de marzo de 1952.[4]

- Raymond Monange, oficial de la Brigada Norteafricana, fusilado el 13 de marzo de 1952 en el Fuerte Montrouge.[4]

- Auguste Ricord (1911-1985), juzgado en ausencia por colaboración tras la guerra; cumplió una condena de 10 años (1972-1982) en los Estados Unidos por tráfico de drogas, pero no fue juzgado nuevamente por crímenes de guerra.[4]